# The Arrival (film 1996)
The Arrival è un film di fantascienza del 1996 diretto da David Twohy con protagonista Charlie Sheen.
Ha avuto un seguito: The Second Arrival  (Arrival II).

## Trama
Zane Zaminsky e Calvin, radioastronomi impiegati dal SETI, rilevano e registrano un segnale radio extraterrestre proveniente da Wolf 336, una stella situata a 14 anni luce dalla Terra. Zane riferisce la sua scoperta al suo supervisore, Phil Gordian, del Jet Propulsion Laboratory (JPL) della NASA , ma questi ignora i risultati e distrugge la registrazione. Zane viene licenziato a causa di presunti tagli al budget e inserito in una lista nera, il che gli impedisce di lavorare presso altri telescopi. Nonostante i problemi con la sua ragazza Char, Zane accetta un lavoro come antennista e costruisce segretamente una propria schiera di telescopi con l'aiuto delle parabole satellitari degli ignari clienti. La gestisce di nascosto dalla sua soffitta con l'aiuto del suo giovane vicino di casa, Kiki.
Dopo aver localizzato nuovamente il segnale radio extraterrestre, Zane si rende conto che è sovrastato da un segnale terrestre proveniente da una stazione radio messicana. Cerca di chiedere aiuto a Calvin ma scopre che è morto, presumibilmente per avvelenamento da monossido di carbonio (anche se in realtà è stato assassinato). Zane si reca quindi in Messico e scopre che la stazione radio è appena stata distrutta da un incendio. Esplorando la zona, si imbatte in una centrale elettrica dove incontra Ilana Green, una climatologa dell'NCAR, la cui attrezzatura viene confiscata dalle forze dell'ordine della centrale. Prima di essere rilasciati, Zane nota che una delle guardie assomiglia al suo ex superiore Gordian. Ilana spiega che la temperatura terrestre sta aumentando rapidamente di alcuni gradi, portando allo scioglimento dei ghiacci polari e a un cambiamento nell'ecosistema e sta indagando sulla centrale elettrica, che sembra essere una delle numerose strutture di recente costruzione in tutto il mondo che potrebbero essere responsabili dell'aumento della temperatura. Mentre Zane e Ilana si riorganizzano, Gordian invia degli agenti travestiti da giardinieri per far sparire la sua attrezzatura con un congegno fantascientifico. Zane lascia Ilana in hotel e va a ispezionare la centrale elettrica, ma degli scorpioni messi nella sua stanza la uccidono.
Intrufolandosi nella centrale elettrica, Zane scopre che si tratta di una facciata per nascondere una base extraterrestre. Gli alieni si mimetizzano con l'umanità indossando una pelle artificiale e la base emette enormi quantità di gas serra. Zane fugge rocambolescamente e va nella città vicina per chiedere aiuto alla polizia, ma gli alieni portano il corpo di Ilana alla stazione di polizia, rendendo Zane sospettato della sua morte e spingendolo a fuggire negli Stati Uniti. 
Zane affronta quindi Gordian al quartier generale del JPL e lo costringe a confessare che gli alieni stanno aumentando la temperatura terrestre per eliminare la razza umana e creare un ambiente più vivibile per se stessi (similmente al progetto di terraformazione che si vorrebbe attuare sul pianeta Marte). Zane registra segretamente la conversazione e fugge.
Tornato a casa, Zane scopre che la sua soffitta è stata svuotata di tutta l'attrezzatura. Chiede allora aiuto a Char e Kiki per raggiungere un impianto di radioastronomia con l'intenzione di inviare la sua registrazione a un satellite che diffonderà la notizia nel mondo. Gordian sopraggiunge nel frattempo e i suoi agenti sabotano i comandi del telescopio, così Zane affida il nastro a Kiki e gli ordina di trasmetterlo non appena ricevuto il segnale. Zane e Char corrono al telescopio e dalla sala controllo apportano le modifiche necessarie. Quando Zane ordina a Kiki di inviare il nastro, Kiki si rivela essere un alieno e apre la porta a Gordian che si impossessa del nastro.
Zane sottomette Gordian e i suoi agenti con l'azoto liquido, ma mentre recupera il nastro uno degli agenti rilascia accidentalmente il meccanismo fantascientifico che inizia a inghiottire la stanza. Zane e Char fuggono verso l'alto attraverso il condotto di accesso della stazione radiotelescopica prima che il dispositivo faccia implodere la base e collassi l'antenna su di essa. Dall'alto individuano Kiki e gli dicono di informare gli altri alieni che Zane trasmetterà presto il nastro, cosa che effettivamente avviene poco dopo.